# Людовик I де Форе

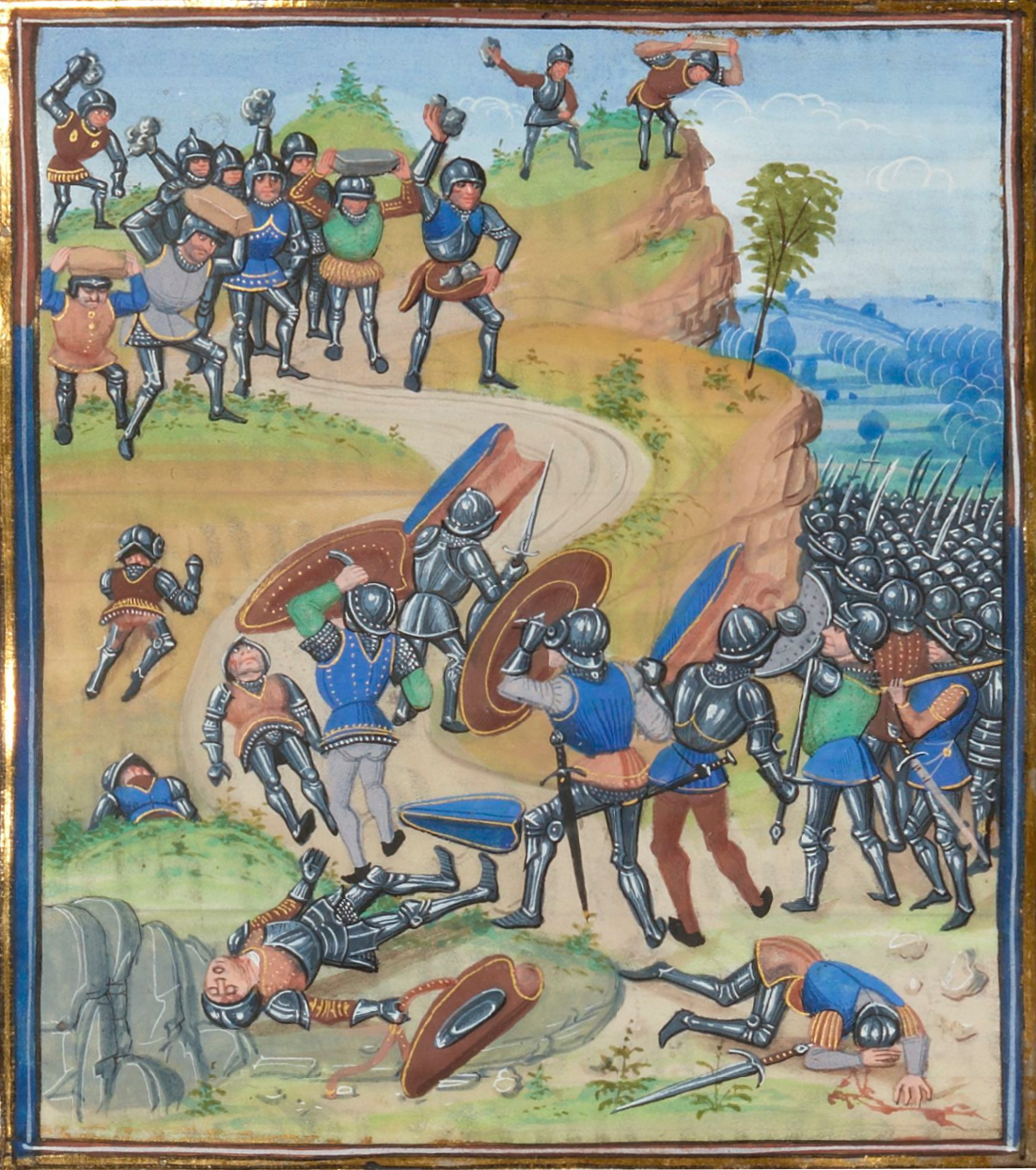
Жан Фруассар. «Битва при Бринье». Миниатюра

Людовик I (фр. Louis I de Forez; 16 марта 1339 — погиб в битве при Бринье 6 апреля 1362) — граф Форе с 1358 года. Сын Гига VII и Жанны де Клермон.
Взял в советники дядю — Рено, сеньора де Маллеваль. С первых дней правления юному графу приходилось раз за разом отражать набеги разбойничьих отрядов, состоявших на службе у англичан. В 1358 году были разграблены город Монбрезон — столица графства, и аббатство Вальбенуат.
В конце 1361 года для борьбы с бандами наёмников в Форе прибыл коннетабль Франции граф Марша Жак де Бурбон — дядя графа Людовика со стороны матери. 6 апреля 1362 года состоялась битва при Бринье. Французское войско было разгромлено, Жак де Бурбон и Людовик де Форе погибли, Рено де Маллеваль попал в плен.
Людовик де Форе был с 1361 года женат на Жанне Рожье (ок. 1350—1401), дочери Гильома III Рожье, виконта де Тюренн, графа де Бофор, и его жены Элеоноры де Комменж. В силу малолетства супруги детей в этом браке не было.
Овдовев, Жанна Рожье ещё дважды выходила замуж: за Раймонда де Бо, графа Авеллино (1363) и Ги II де Шовиньи, сеньора де Шатору, виконта де Бросс (1374).